# دشنه (فیلم ۱۳۵۱)
دشنه فیلمی ایرانی به کارگردانی فریدون گله محصول سال ۱۳۵۱ است.

## خلاصه داستان
عباس معروف به «عباس‌آقا چاخان» یک شاگرد راننده بی‌کس و کار است که لکنت زبان دارد و دائماً چاخان به هم می‌بافد. یک شب به‌طور اتفاقی با بنفشه آشنا می‌شود که در جست و جوی رؤیاهایش سر از محله ای بدنام درآورده، اما همچنان در صدد این است که خودش را از آنجا خلاص کند و یک چاردیواری داشته باشد. عباس به بنفشه قول می‌دهد که کمک‌اش کند و بنفشه که گول حرف‌های عباس را خورده، تصور می‌کند با یک آدم پولدار و با اصل و نصب آشنا شده. بعد از اینکه بنفشه می‌فهمد عباس به خاطر بدهی ناچیزی به زندان افتاده، با قرض گرفتن از باج خوری به نام محمد، معروف به «ممد دشنه»، عباس را آزاد می‌کند. در زندان، عباس با فردی هم‌سلول می‌شود که ادعا می‌کند به دلیل خیانت شریک‌اش به زندان افتاده، قرار می‌شود که عباس پس از آزادی برود سراغ برادر او و ازش بخواهد که سهم طلب برادر را از شریک نامردش بگیرد. عباس این کار را می‌کند اما برادر دوست‌اش روش زندگی خود را تغییر داده و با زن و بچه‌هایش خوش است. عباس پس از درگیری با ممد دشنه و برای تأمین نظر بنفشه به قصد پس گرفتن پول هم‌بند سابق عازم جنوب می‌شود. طی یک درگیری خونین و بعد از گرفتن پول می‌فهمد که خائن اصلی، هم سلولی او بوده و نه کسی که به خاطرش به جنوب آمده است. عباس با پول برمی گردد و بنفشه را به خانه ای که برایش گرفته می‌برد، غافل از اینکه ممد دشنه در کمین آنهاست. سرانجام عباس با ممد درگیر می‌شود و او را در حوض همان خانه خفه می‌کند و خودش با دشنهٔ ممد زخمی می‌شود. عباس به جرم قتل به زندان می‌افتد و بنفشه بیرون زندان منتظر اوست. در پایان عباس را می‌بینیم که از زندان آزاد شده ولی همچنان دارد چاخان می‌کند.

## بازیگران
- بهروز وثوقی
- فروزان
- حسین گیل
- جلال پیشوائیان
- غلامرضا سرکوب
- حسین نواختی